# 中国北车
中国北方机车车辆工业集团公司（简称：中国北车、北车集团）是中国一家曾从事铁路机车车辆、城市轨道交通车辆、铁路起重机械、各类机电设备及部件、电子设备、环保设备及产品的设计、制造与修理的大型企业集团，成立于2002年7月1日，总部位于北京。
2015年6月1日，中国北车股份有限公司和中国南车集团公司旗下的中国南车股份有限公司合并成立新的中国中车股份有限公司，中国北方机车车辆工业集团公司是新公司的第二大股东。

## 历史沿革
中国北车集团前身为成立于1986年的中国铁路机车车辆工业总公司，为中华人民共和国铁道部的国营铁路机车车辆装备制造企业，对下辖30多家机车车辆、机械、电机工厂和四家机车车辆专业研究所实行统一领导和全面管理。
1990年代末开始，随着中国政府对铁路、民航、电信、烟草、军工等国营产业系统脱钩工作的部署。为改变财产边界不清、生产效率低下的状况，中国铁道部进行了打破政企合一、行业垄断的铁路运输行业体制的改革研究，于1998年底开始了对直属企业改组、调整、清理、规范的工作。铁道部首先决定了中国铁路工程总公司、中国铁道建筑总公司、中国铁路机车车辆工业总公司、中国铁路通信信号总公司、中国土木工程集团公司等五大直属非运输企业作为首批脱钩单位，脱钩方式采用总公司（集团）整体移交中央政府管理的方式进行。
2000年3月23日，铁道部、国家经贸委联合向国务院上报了《关于铁路非运输企业政企分开方案的请示》；同年4月24日，方案得到国务院批复通过，5月进入五大公司（集团）脱钩移交阶段；同年9月，经中华人民共和国国务院批准，根据构建竞争主体、避免重复建设的精神，中车公司分拆为中国北方机车车辆工业集团公司和中国南方机车车辆工业集团公司两家国有独资大型集团公司，从铁道部归口管理划归为国务院国资委管理；铁道部此后印发《关于向中央工委移交中国铁路工程总公司等企业领导班子管理职责的通知》，依法规范了铁道部、铁路企业与五大公司间的相互关系，标志着铁道部与五大公司正式实现政企分开。

## 中国北车股份有限公司
中国北车股份有限公司（英語：China CNR Corporation Limited，上交所除牌前：601299，简称：中国北车；港交所除牌前：6199.HK）是中国北方机车车辆工业集团公司联合大同前进投资有限责任公司、中国诚通控股集团有限责任公司和中国华融资产管理公司发起并控股的股份有限公司，成立于2008年6月26日，并于2009年12月29日在上海证券交易所上市。中国北车股份有限公司的主要业务包括：铁路机车车辆（含动车组）、城市轨道车辆、工程机械、机电设备、电子设备及相关部件等产品的研发、设计、制造、修理、服务业务；产品销售、技术服务及设备租赁业务；进出口业务，与以上业务相关的实业投资；资产管理；信息咨询业务。
2014年12月30日晚，南车、北车合并方案公布，二者合并成立新的中国中车股份有限公司。

### 一级子公司
- 齐齐哈尔轨道交通装备有限责任公司
- 哈尔滨轨道交通装备有限责任公司
- 长春轨道客车装备有限责任公司
- 长春轨道客车股份有限公司
- 中国北车集团大连机车车辆有限公司
- 唐山轨道客车有限责任公司
- 唐山轨道交通装备有限责任公司
- 北京二七轨道交通装备有限责任公司
- 北京南口轨道交通机械有限责任公司
- 中国北车集团大同电力机车有限责任公司
- 太原轨道交通装备有限责任公司
- 永济新时速电机电器有限责任公司
- 济南轨道交通装备有限责任公司
- 西安轨道交通装备有限责任公司
- 北车兰州机车有限公司
- 中国北车集团大连机车研究所有限公司
- 青岛四方车辆研究所有限公司
- 中车进出口有限责任公司
- 北车投资租赁有限公司
- 北京北车物流发展有限责任公司
- 北京北车中铁轨道交通装备有限公司

### 分公司
- 中国北车股份有限公司大连电力牵引研发中心